# Похлипски канал
Похлипски канал је морски канал у Јадранском мору. Добио је име по острву Олибу. 
Пролази између острваца Шкрда и Маун, који га ограничавају са североисточне стране, и острва Олиба, који га ограничава са југозападне стране. 
Канал се пружа у смеру северозапад - југоисток. Према северозападу се упловљава у Кварнерић. На југу се завршава чим се прође острвце Планик.
44° 23′ 44″ С; 14° 52′ 13″ И / 44.39564175° С; 14.87013991° И